# Uncinocythere equicurva
Uncinocythere equicurva är en kräftdjursart som först beskrevs av Clarence Clayton Hoff 1944.  Uncinocythere equicurva ingår i släktet Uncinocythere och familjen Entocytheridae. Inga underarter finns listade i Catalogue of Life.